# Linia kolejowa Firenze – Faenza
Linia kolejowa Faentina – włoska linia kolejowa, która łączy Florencję z Faenzą przez Borgo San Lorenzo. Linia ma długości 101 km i nie jest zelektryfikowana.